# Вишнёвка (Каргапольский район)
Вишнёвка — деревня в Каргапольском районе Курганской области. Входит в состав Зауральского сельсовета.

## Географическое положение
Деревня Вишнёвка расположена примерно в 27 км (по прямой) к юго-западу от райцентра Каргаполье и в 95 км (по прямой) к северо-западу от областного центра города Кургана.

## История
Основана в 1925 г. По данным на 1926 год выселок Первомайский состоял из 27 хозяйств. В административном отношении входил в состав Долговского сельсовета Каргапольского района Шадринского округа Уральской области.
5 июня 1964 года Указом Президиума ВС РСФСР деревня Первомайка переименована в деревню Вишнёвка.

## Население
| 1989 | 2002 | 2010 |
| ---- | ---- | ---- |
| 118  | ↘94  | ↘35  |

Национальный состав
По данным переписи 1926 года на выселке проживало 115 человек (52 мужчины и 63 женщины), в том числе: русские составляли 100 % населения.
- По данным переписи населения 2002 года проживало 94 человека, из них русские — 83 %.